# Plecia platystila
Plecia platystila är en tvåvingeart som beskrevs av Hardy 1957. Plecia platystila ingår i släktet Plecia och familjen hårmyggor.
Artens utbredningsområde är Venezuela. Inga underarter finns listade i Catalogue of Life.